# Rektorat św. Marka Ewangelisty w Krakowie
Rektorat św. Marka Ewangelisty w Krakowie – rektorat rzymskokatolicki należący do dekanatu Kraków-Centrum archidiecezji krakowskiej na Starym Mieście przy ul. św. Marka.

## Historia rektoratu
Rektorat został utworzony w XIX wieku. Kościół wybudowany w XIII wieku. 

## Bractwa
- Bractwo świętej Zofii